# Natalia Leite
Natalia Leite, född 15 oktober 1985 i São Paulo, är en brasiliansk manusförfattare och regissör. Hon är mest känd för att ha regisserat indiesuccén M.F.A, som är en feministisk våldtäktshämndthriller som väckte en del debatter i media i början av #MeToo-rörelsen. Hon har efter detta fortsatt att regissera avsnitt avsedda för TV i TV-serien The Handmaid's Tale. Hennes arbete har beskrivits som att ha "en stärkande, självsäker stil" och "emotionell intelligens", samt att "befästa makten över mycket stiliserade, sexuellt progressiva draman". Leite är även känd för att införliva sina dokumentärämnen i sina skrivna manusfilmer.

## Filmografi (i urval)
- 2017 – M.F.A
- 2022–2024 – The Handmaid's Tale (TV-serie)